# گوکلینگن
گوکلینگن (به آلمانی: Göcklingen) یک شهر در آلمان است که در زودلیشه واینشتراسه واقع شده‌است. گوکلینگن  ۹۴۷ نفر جمعیت دارد.